# ميهاجلو أندريتش
ميهاجلو أندريتش (بالصربية: Михајло Андрић) مواليد 4 يناير 1994 في كراغوييفاتس، صربيا والجبل الأسود، هو لاعب كرة سلة صربي. بدأ مسيرته الاحترافية في سنة 2012. يحمل الرقم 21.

## إحصائيات المسيرة

### الدوري الأوروبي
| السنة   | الفريق                   | لعب | بدأ | دقيقة | ميداني% | ثلاثية | حرة | ارتداد | صنع | استلاب | تصدي | نقطة | أداء |
| ------- | ------------------------ | --- | --- | ----- | ------- | ------ | --- | ------ | --- | ------ | ---- | ---- | ---- |
| 2013–14 | نادي بارتيزان لكرة السلة | 16  | 6   | 10.52 | .282    | .286   | 100 | 0.6    | 0.6 | 0.4    | 0    | 1.6  | 1.4  |

## روابط خارجية
- ميهاجلو أندريتش على موقع الاتحاد الدولي لكرة السلة (الإنجليزية)
- ميهاجلو أندريتش على موقع الدوري الأوروبي لكرة السلة (الإنجليزية)
- ميهاجلو أندريتش على موقع كرة السلة الأوروبية.كوم (الإنجليزية)
- ميهاجلو أندريتش على موقع ريلجم (الإنجليزية)
- ميهاجلو أندريتش على موقع بروبوليرز (الإنجليزية)
- ميهاجلو أندريتش على موقع سبورتس رفرنس (الإنجليزية)